# بوب داف
بوب داف (بالإنجليزية: Bob Duff)‏ هو سياسي أمريكي، ولد في 1971 في نوروولك في الولايات المتحدة. حزبياً، نشط في الحزب الديمقراطي. وقد انتخب عضو مجلس ولاية كونيتيكت وانتخب عضو مجلس نواب كونيتيكت.

## وصلات خارجية
- الموقع الرسمي